# Шожма (муниципальное образование Шалакушское)
Шожма — железнодорожная станция в Няндомском районе Архангельской области.

## География
Находится в юго-западной части Архангельской области на расстоянии приблизительно 27 км на север по прямой от административного центра района города Няндома у одноименной станции Северной железной дороги.

## История
Станция Шожма была открыта в 1898 году, ныне имеет статус обгонного пункта. До 2022 года населенный пункт входил в Шалакушское сельское поселение до его упразднения.

## Население
Численность населения: 247 человек (русские 96 %) в 2002 году, 162 в 2010.